# 構造工学

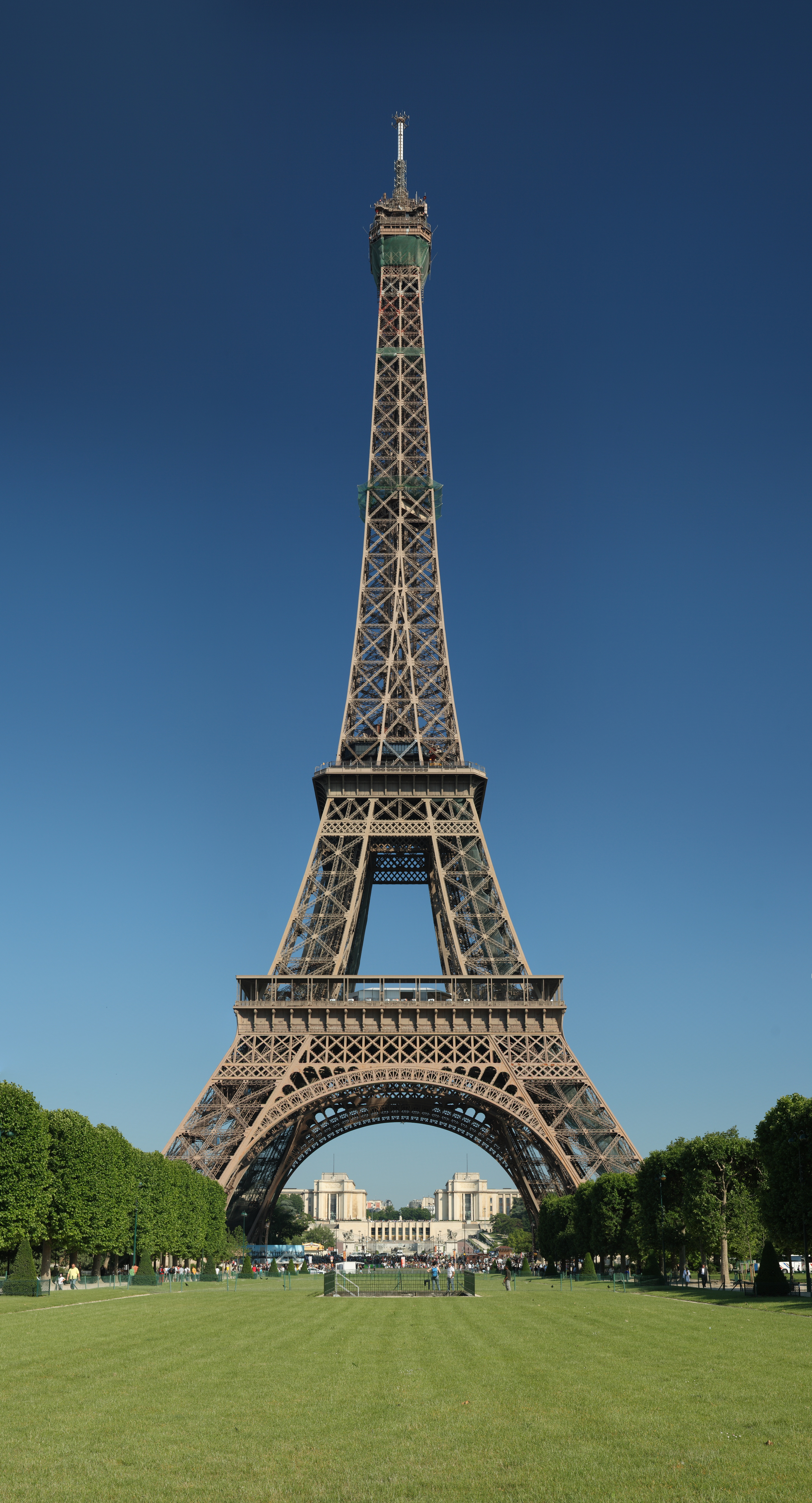
パリのエッフェル塔は構造工学の歴史的な功績

構造工学 (こうぞうこうがく, Structural_engineering) は、物体の構造を取り扱う工学の基幹分野。
構造工学理論は、適用された物理法則と、さまざまな材料や形状の構造性能に関する経験的知識に基づいており、構造工学設計では複雑な構造システムを構築するために、比較的単純な構造要素をいくつか採用し、エンジニアは目標を達成するために資金、構造要素および材料を創造的かつ効率的に使用する責任がある。 

## 各分野

### 建物の構造

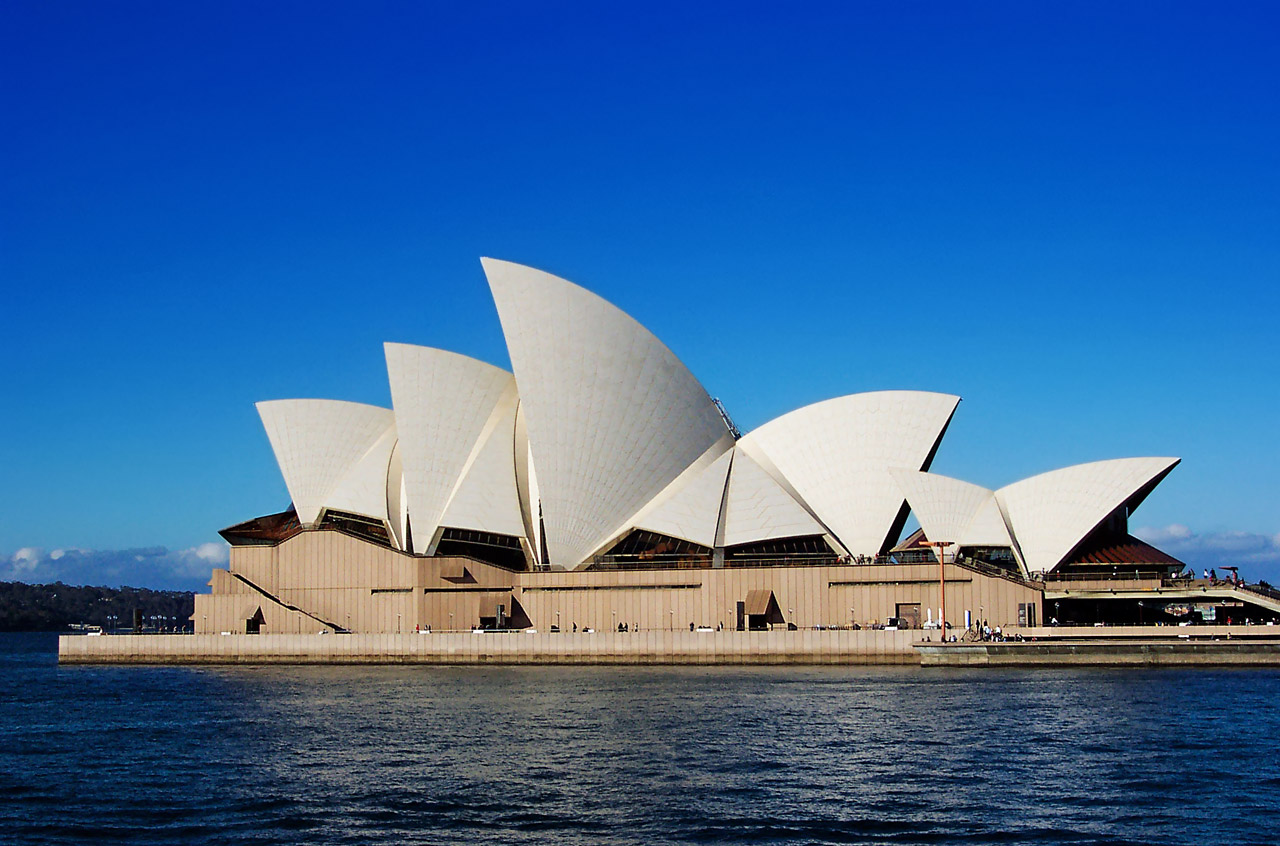
建築家ヨーン・ウツソンとアラップによる構造設計によるシドニー・オペラハウス

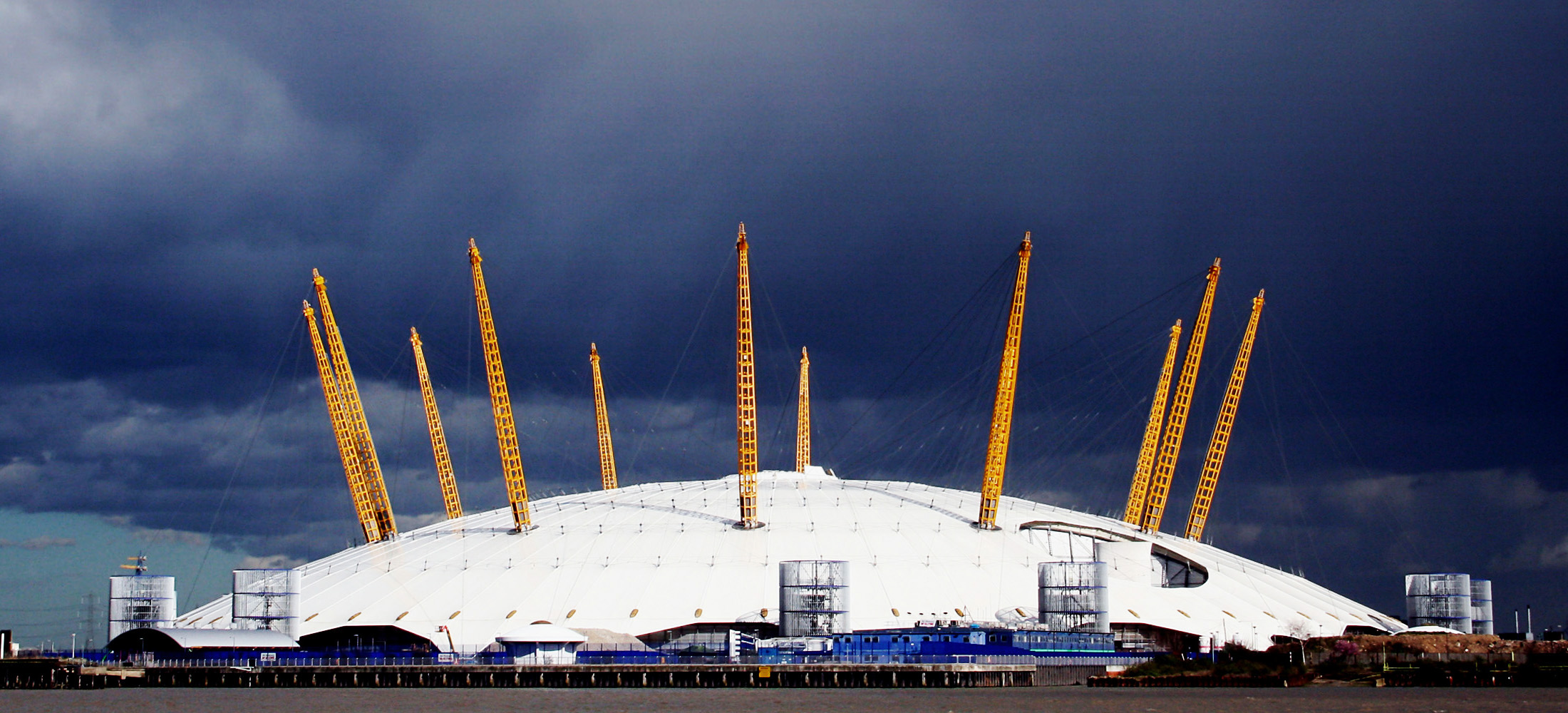
イギリス、ロンドンのミレニアム・ドーム 、 リチャード・ロジャースとビューロー・ハッポルド

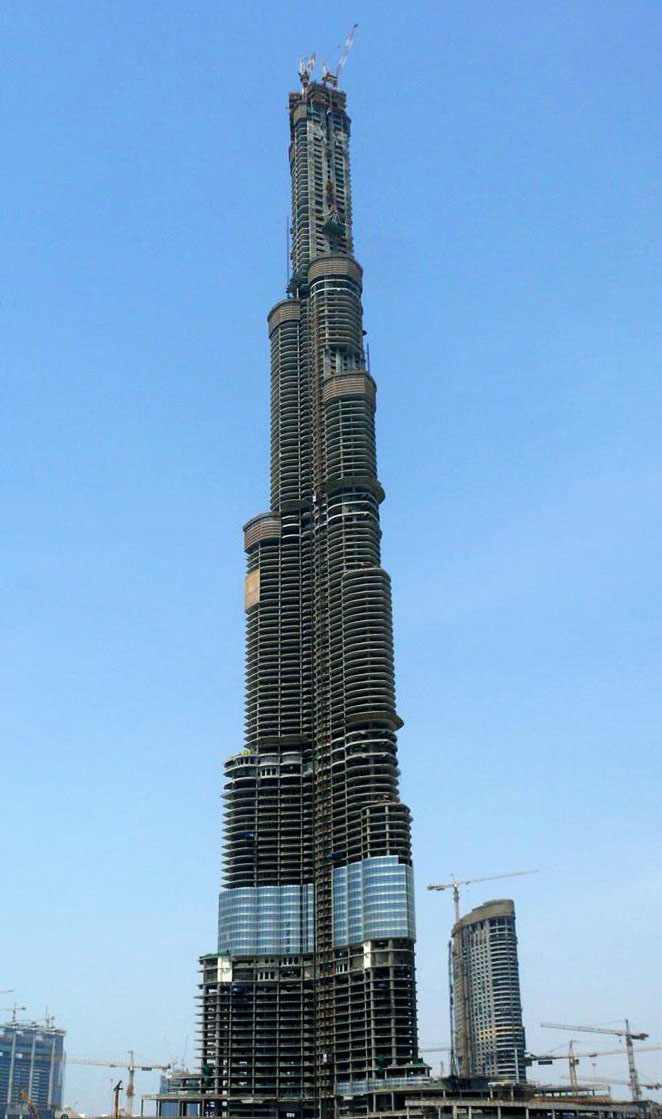
世界で最も高いビル 、 ドバイ ブルジュ・ハリファ （2007年完成）

構造建築工学には、建築設計に関連するすべての構造工学が含まれ、建築と密接に関わる構造工学の一分野。 
構造エンジニアは人工の構造形と体を作り出す「骨と筋肉」を設計するために訓練される。構造技術者は、建築物 および非建築物構造物の安定性、強度、および剛性を理解し、計算する必要がある。建築構造設計は建築家や建築サービスエンジニアなど他の設計者の設計と統合されており、多くの場合現場の請負業者によるプロジェクトの建設をも監督する。 また、構造的完全性が機能と安全性に影響を与える機械、医療機器、および車両の設計にも関与する可能性がある。構造工学の用語集を参照。 
構造建築工学は、その機能要件を満たし、それが経験で合理的に予想されるであろうすべての負荷を受けたときに構造的に安全である目的を達成するための材料と形の創造的操作と基礎となる数学的および科学的アイデアによって主に推進される。
このことは建築デザインとは微妙に異なる。建築デザインは美的、機能的、そしてしばしば芸術的な目的を達成するために素材や形、マス、スペース、ボリューム、テクスチャー、そしてライトといった創造的な操作がなされている。 
建築家は通常建築設計の主任設計者、構造エンジニアがサブコンサルタントとして従事しており、各分野実際にデザインがリードする。ただし程度は構造のタイプによって大きく異なるが、多くの構造物は構造的に単純で、多層のオフィスビルや住宅などの建築がそうした主導がなされている。一方引張構造物、シェル、グリッドシェルなどの構造物は建築家の案よりも形、強度によって形状に大きく依存し、そしてそれ故に審美的なものへの影響がかかる。 
建物の構造設計では建物が安全に立ち上がること、構造要素の疲労、固定具の割れや破損、建具の不快感、または居住者の不快感などの原因となる過度のたわみや動きなしに機能できることを確認する必要がありそれは温度、クリープ、ひび割れ、および課された負荷による動きと力を解析し証明しなければならずそれはまた設計が材料の許容製造公差内で実際に構築可能であることを確実にしなければならない。そして建築が建築として発揮することができなければならず、建物サービスは建物および機能（空調、換気、煙抽出物、電気設備、照明など）の中に収まるようにしなければならない。近代的な建物の構造設計は非常に複雑になる可能性があり、多くの場合、完成するには大規模なチームが必要である。 
関連工学
- 地震工学
- ファサードエンジニアリング
- 火災工学
- ルーフエンジニアリング
- タワーエンジニアリング
- 風工学

### 地震工学の構造
地震工学を加味した構造物は地震に耐えるように設計されたものである。 

耐震ピラミッドEl Castillo、チチェンイツァ

地震工学の主な目的は構造物と揺れている地盤との相互作用を理解し、起こり得る地震の影響を予測し、地震に抵抗する構造物を設計し構築することである。 
耐震構造は上記のチチェンイツァのエルカスティーヨ・ピラミッドのように必ずしも極端に強くするというわけではない。 
地震工学の一つの重要な道具は免震であり、それは構造の基礎が地面と共に自由に駆動ことを可能にする。 

### 土木構造物
土木構造工学には、建築環境にも関連するすべての構造物が含まれる。それは以下のとおり:
- 橋
- ダム
- 土工
- 基礎
- 海洋構造物
- パイプライン
- 発電所
- 鉄道
- 擁壁と壁
- 道路
- トンネル
- 水路
- 貯水池
- 水と排水インフラ

構造エンジニアがこれらの構造体の設計者であり、多くの場合一設計者であり、このような構造物の設計では、構造上の安全性が最も重要である（英国では、ダム、原子力発電所、および橋の設計は公認技術者によって承認される必要がある）。 
土木構造物は、温度の大きな変動、波や交通などの動的負荷、水や圧縮ガスからの高圧など、非常に極端な力を受けることがよくありまた、海上、工業施設内または地下のような腐食性環境でもしばしば建設がなされる。

### 機械構造

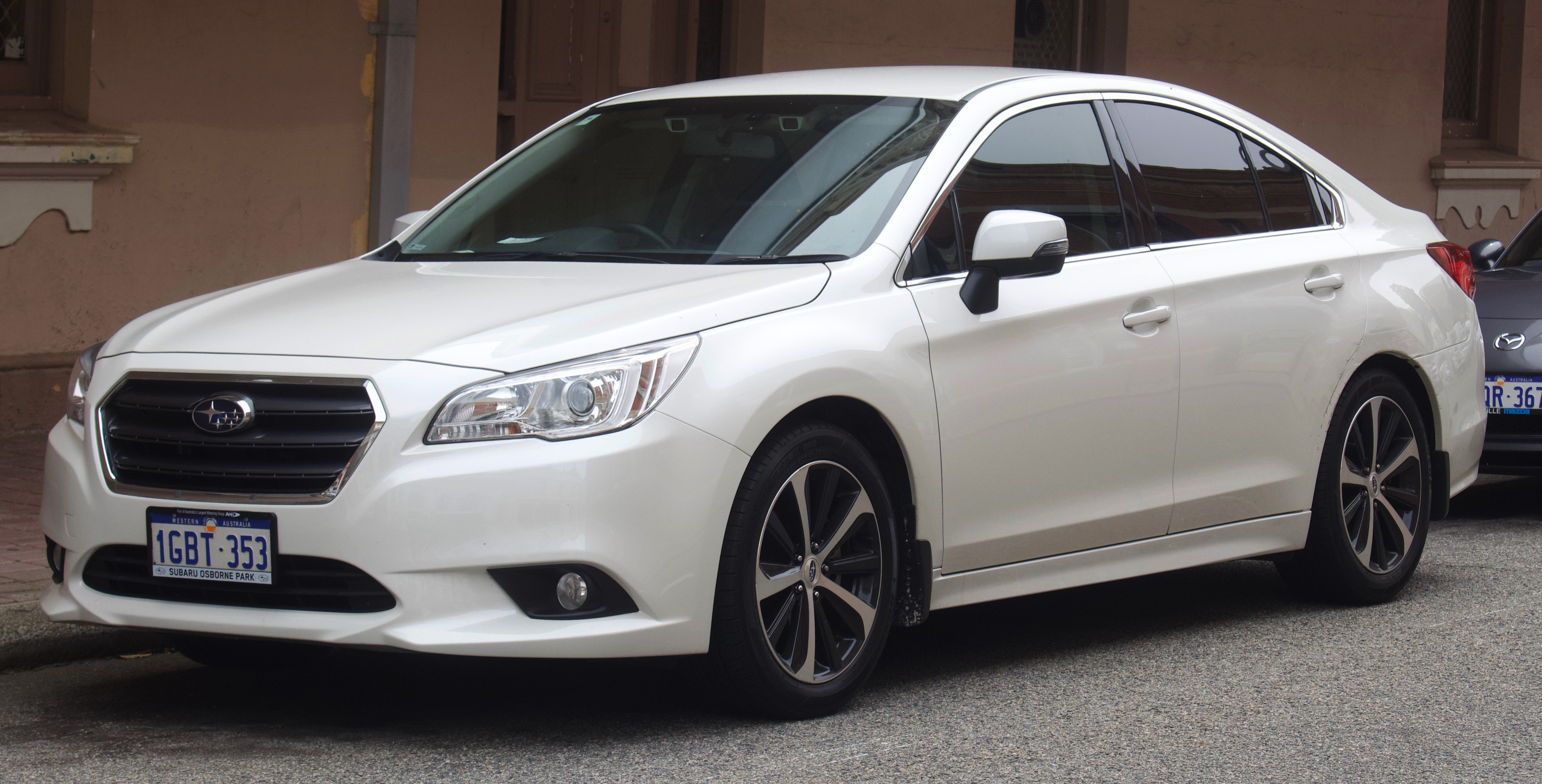
自動車

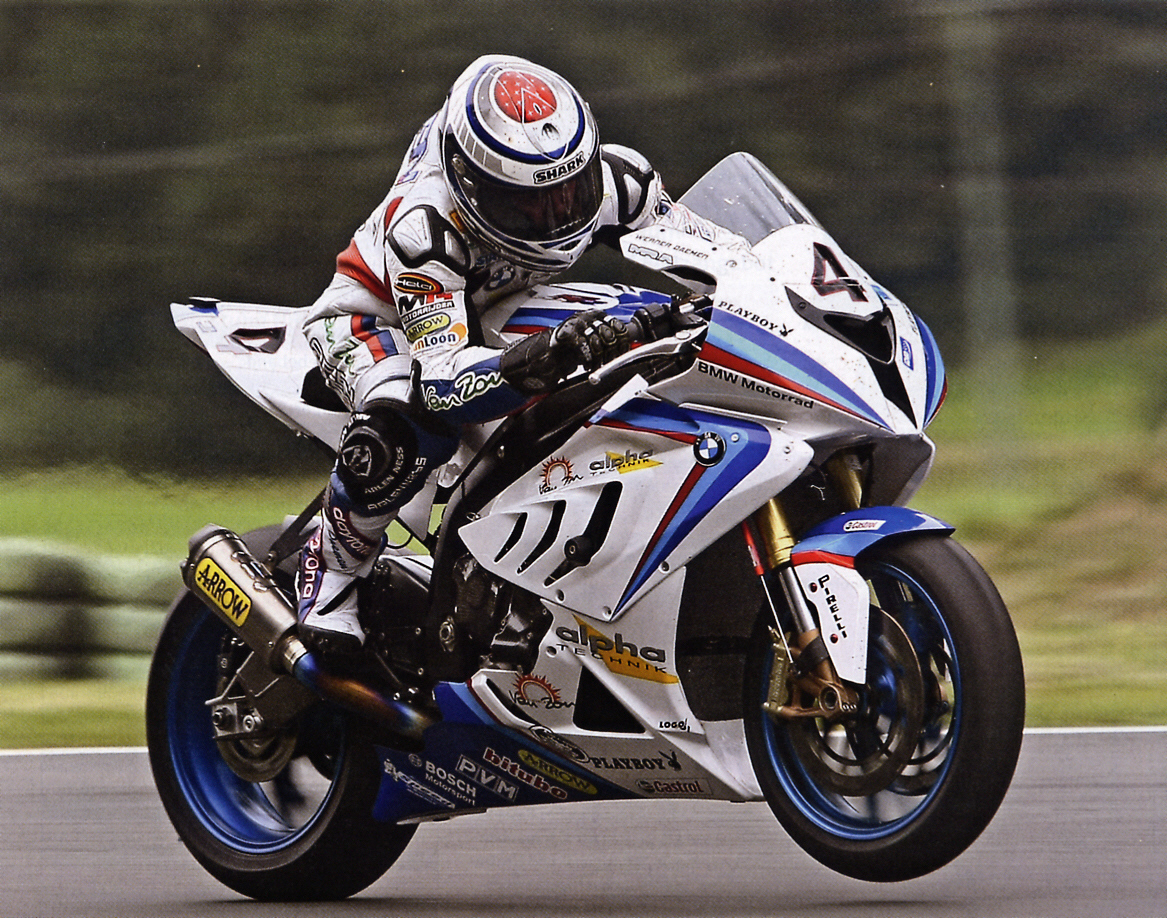
オートバイ

構造工学の原理は、さまざまな機械的（可動）構造にも適用でき、静的構造物の設計は（実際にはいわゆる静的構造が大幅に駆動でき、かつ必要に応じて構造工学設計はこれを考慮に入れる必要がある）常に同じジオメトリを持っていると仮定するが、可動または移動構造物の設計は疲労、荷重に抵抗する方法の変化、および構造物の著しいたわみが考慮すべき事項である。
機械の各部分が受ける力は大きく異なる可能性があり、大きな速度で変化する可能性があり、船や航空機が受ける力は非常に大きく変化し、構造物が製品寿命を全うするまで絶えず繰り返してかかり続けるため、構造設計はそのような構造が設計寿命全体にわたって、破損することなくそのような荷重に耐えることができることを保証する必要がある。 
- ボイラーと圧力容器
- クレーン
- エレベーター
- エスカレーター
- 乗り物
  - 船体
  - 車台
    - コーチワークと馬車
    - フレーム形式 (自動車)
    - ユニボディー

  - フレーム (自転車)
  - フレーム (オートバイ)
  - 機体
    - モノコック

### 航空宇宙構造

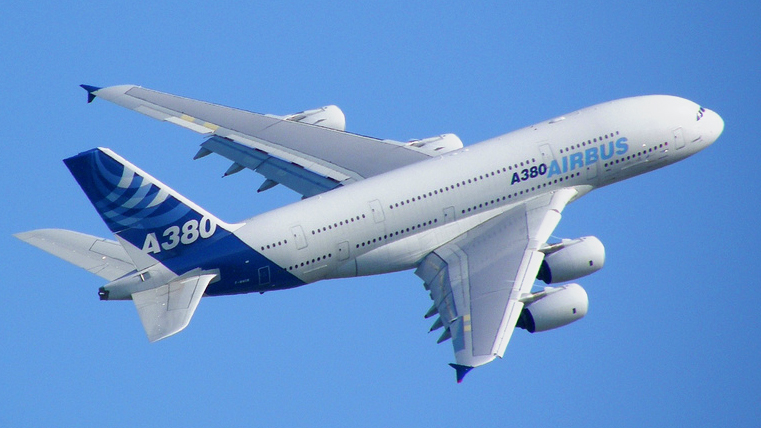
世界最大の旅客機であるエアバスA380

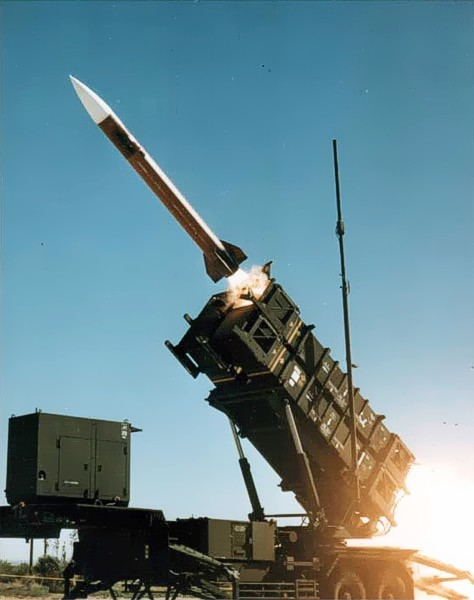
構造解析の詳細な理解におけるミサイルニーズの設計

航空宇宙構造のタイプには、ロケット（ Atlas 、Delta 、Titan）、ミサイル （ALCM、Harpoon）、極超音速機（Space Shuttle）、軍用機 （F-16、F-18）、および民間航空機（ Boeing 777、MD-11）など ）航空宇宙構造物は通常、外面用の補強材を備えた薄板、形状を支える隔壁およびフレーム、ならびに部品を一緒に保持するための溶接部、リベット、ねじおよびボルトなどの固定具からなる。 

### ナノスケール構造
ナノ構造は、分子構造と微視的（マイクロメートルサイズ）構造との間の中間サイズの対象である。ナノ構造を説明する際には、ナノスケールの次元数を区別することが必要である。ナノテクスチャ表面は、ナノスケールで一次元を有する、すなわち、物体の表面の厚さのみが０．１から１００の間である。   nm。ナノチューブは、ナノスケールで２つの寸法を有する、すなわち、チューブの直径は０．１から１００の間である。   nm;その長さははるかに長くなる可能性があり最後に、球状ナノ粒子は、ナノスケールで三次元を有する、すなわち、粒子は０．１から１００の間である。  各空間次元のnm。  ナノ粒子および超微粒子（ＵＦＰ）という用語はしばしば同義語として使用されるが、ＵＦＰはマイクロメートル範囲に達することができる。「ナノ構造」という用語は、磁気技術を指すときによく使用される。 

### 医学のための構造工学

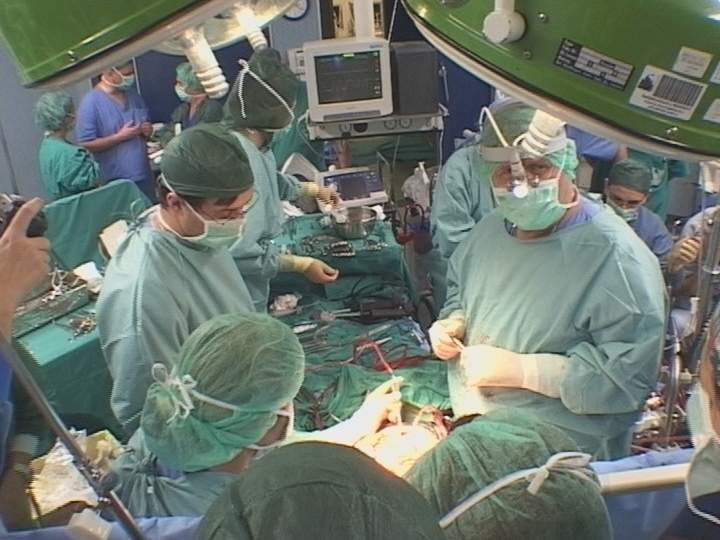
医療機器の設計には構造工学の深い理解が必要

医療機器（armamentariumとも呼ばれる）は病状の診断、監視または治療を支援するよう構造設計されるが、いくつかの基本的なタイプがあって、診断機器は診断を援助するのに使用される医用画像機器を含む。機器には輸液ポンプ、医療用レーザー、 レーシック手術機器が含まれ、医療モニターは、医療スタッフが患者の病状を測定することを可能にする。このモニタは患者のバイタルサインやECG、EEG、血圧、血中の溶存ガスなどの他のパラメータを測定でき、診断用医療機器は特定の目的のために、例えば真性糖尿病の管理のために家庭で使用できるようになっていく構造体である。バイオメディカル機器技術者（BMET）は医療提供システム構築に重要な役割を担う。主に病院で雇用されているBMETは、施設の医療機器の構造メンテナンスを担当する者である。

## 構造要素

静的に決定された単純に支持された梁で、均等に分布した荷重の下で曲げる

どの構造も、基本的に少数の異なる種類の要素のみで構成されている。 
- 柱 (コラム)
- 梁 (ビーム)
- プレート
- アーチ
- シェル
- カテナリー

これらの要素の多くは、形状（直線、平面/曲線）と次元（1次元/ 2次元）で分類される。 
|                | 一次元           | 一次元     | 二次元                         | 二次元           |
|                | まっすぐ         | 曲線       | 飛行機                         | 曲線             |
| -------------- | ---------------- | ---------- | ------------------------------ | ---------------- |
| （主に）曲げ   | ビーム           | 連続アーチ | プレート 、 コンクリートスラブ | ラミナ 、 ドーム |
| （主）引張応力 | ロープ、ネクタイ | カテナリー | シェル                         | シェル           |
| （主）圧縮     | 桟橋 、 柱       | 桟橋 、 柱 | 耐力壁                         | 耐力壁           |

### 柱
柱 (コラム) は、軸方向の力（圧縮）のみ、または軸方向の力と曲げの両方を伝達する要素（技術的にはビームコラムと呼ばれるが、実際には単なるコラムと呼ばれる）。柱の設計は、要素の軸方向の容量と座屈の容量をチェックする必要がある。 
座屈容量は、座屈する傾向に耐える要素の能力です。その容量は、その形状、材質、および柱の有効長に依存し、柱の上下の拘束条件によって異なる。
コラムの軸方向荷重を支える能力は、コラムが受ける曲げの程度によって決まり、これは相互作用図で表され、複雑な非線形関係である。

### 梁

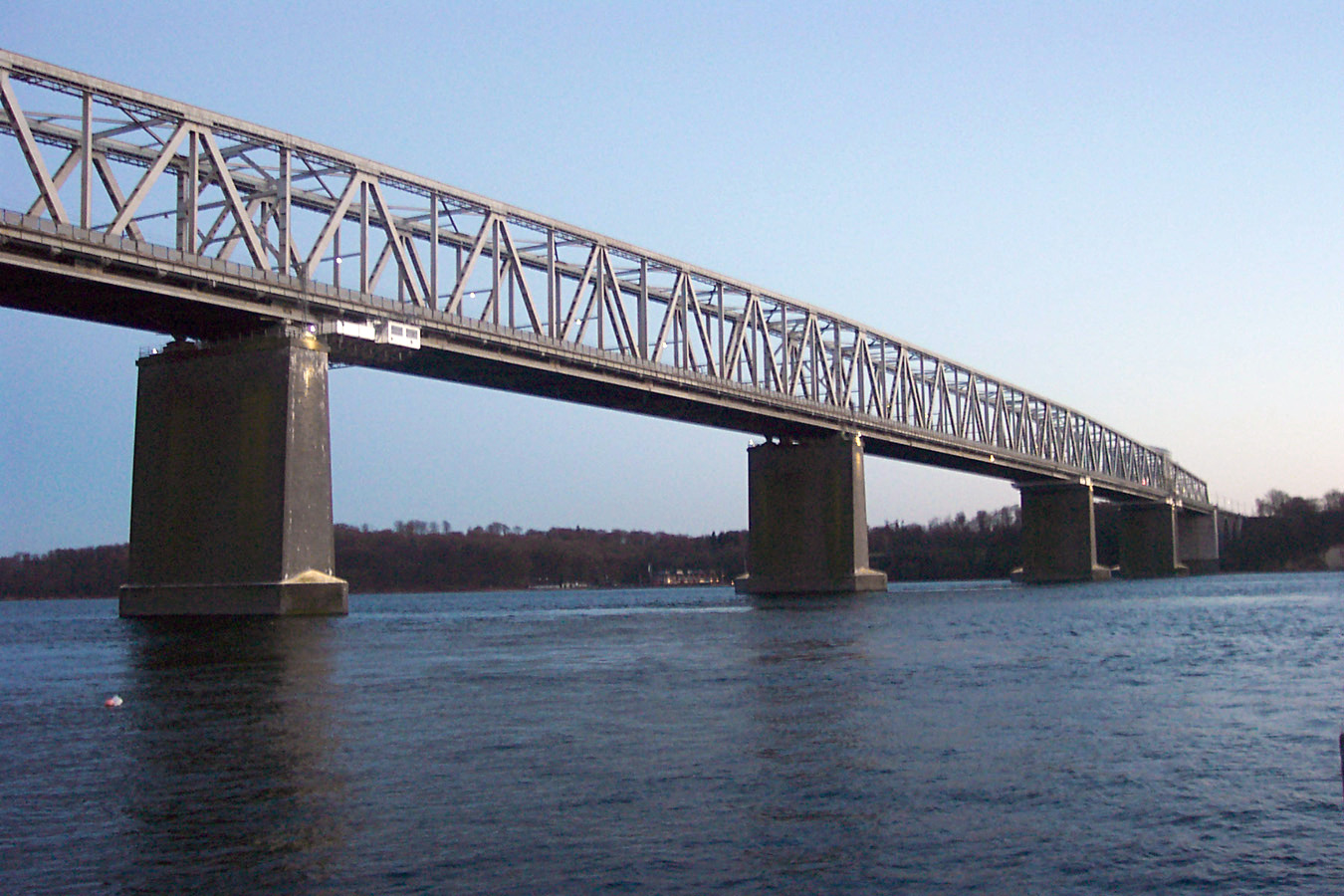
リトルベルト橋 ： デンマークのトラス橋

梁 (ビーム) は、1つの寸法が他の2つの寸法よりはるかに大きく、加えられた荷重が通常は要素の主軸に対して垂直である要素として定義される。梁と柱は線要素と呼ばれ、構造モデリングでは単純な線で表される。 
- 片持ち （片側固定固定接続のみ）
- 単純にサポート（各端での垂直方向の並進移動と片側での水平方向の並進移動に対して固定されており、支柱で回転）。
- 固定（両端での並進と回転のために全方向でサポート）
- 連続的（3つ以上のサポートによって支えられる）
- 上記の組み合わせ（例：片端と中央でサポート）

梁は純粋な曲げのみを伝達する要素で、曲げると梁断面の一部（長さに沿って分割）が圧縮され、他の部分が張力になり、圧縮部分は座屈およびつぶれに耐えるように設計されなければならず、一方、引張部分は張力に十分に抵抗できなければならない。 

### トラス

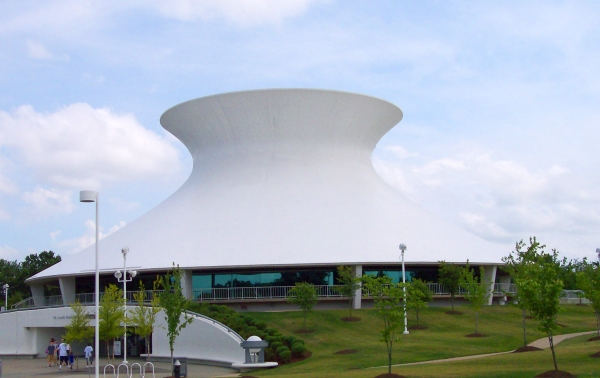
米国ミズーリ州セントルイスの Gyo ObataによるMcDonnell Planetarium（コンクリートシェル構造）

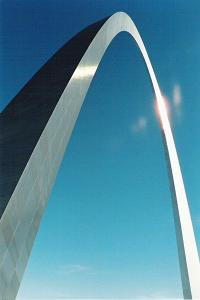
ミズーリ州セントルイスにある、高さ630フィート（192 m）のステンレス製（タイプ304） ゲートウェイアーチ

トラスは、メンバーと接続ポイントまたはノードを含む構造で、部材が節点で接続されていて節点に力が加わると、部材は緊張状態または圧縮状態で作用し、圧縮状態で作用する部材は、圧縮部材または支柱と呼ばれ、一方、引張状態で作用する部材は、引張部材またはタイと呼ばれる。ほとんどのトラスは交差要素を接続するためにガセットプレートを使用しているが、ガセットプレートは比較的柔軟で曲げモーメントを伝達することができないため、接続は通常部材内の力線がジョイントで一致するように配置されて、トラス部材を純粋な張力または圧縮状態で駆動させる。 
トラスは通常、大スパン構造で使用される。中実の梁を使用するのは不経済となる。 

### プレート
プレートは2方向に曲げる材。コンクリート平板はプレートの一例である。プレートは連続体力学を使って理解できるが複雑さのために最も頻繁に体系化された経験的アプローチ、またはコンピューター分析を使って設計される。 
また想定崩壊メカニズムが崩壊荷重の上限を与えるように分析される降伏線理論で設計することもでき（ 可塑性参照）この手法は実際に活用されているが、この方法では考えられない崩壊メカニズムに対して上限、すなわち崩壊荷重の安全でない予測が提供されるため、想定崩壊メカニズムが現実的であることを保証するために細心の注意が必要である 。

### シェル
シェルはその形態から強みを引き出し、2方向に圧縮力をかける。ドームはシェルの一例である。純粋な緊張状態でカテナリーとして機能する吊り鎖モデルを作り、純粋な圧縮がかかるよう形を反転させることで設計することができる。 

### アーチ
アーチは圧縮力が一方向にのみかかるため、石造でアーチを作るのが適切である。力の推力の線がアーチの深さの内に残ることを保障することによって設計されており、主にはあらゆる構造物でその豊かさを増すためにも活用されている。 

### カテナリー
懸垂線はその形から力を引き出し、たわむことによって横方向の力を純粋な緊張状態でかかる（ちょうど誰かがその上を歩くと綱渡りがたるむように）がほとんどの場合ケーブルまたは布地構造である。布地構造は、2方向カテナリーとして機能する。

## 材料
構造工学は、さまざまな材料が荷重をどのように支え、抵抗するかを理解する、材料とその特性の知識に依存している。 
一般的な構造材料は次のとおり。 
- 鉄 ： 錬鉄 、 鋳鉄
- コンクリート ： 鉄筋コンクリート 、 プレストレストコンクリート
- 合金 ： スチール 、 ステンレススチール
- 石積み
- 材木 ： 広葉樹 、 針葉樹
- アルミニウム
- 複合材料 ： 合板
- その他の構造材料： アドベ 、 竹 、 炭素繊維 、 繊維強化プラスチック 、 マッドブリック 、 屋根材

## ノート
1. 1 2  “What is a structural engineer”. RMG Engineers (2015年11月30日). 2015年12月8日時点のオリジナルよりアーカイブ。2015年11月30日閲覧。
2. ↑  FAO online publication Archived 2016-11-19 at the Wayback Machine.
3. ↑   http://www.ramsay-maunder.co.uk/downloads/precast_roof_slabs.pdf
4. ↑  “Archived copy”. 2016年3月4日時点のオリジナルよりアーカイブ。2014年8月30日閲覧。